# 坂本サトル
坂本 サトル（さかもと サトル、1967年4月3日 - ）は、日本のミュージシャン。本名は坂本覚（読みは同じ）。

## 人物
青森県三戸郡南部町出身。OFFICE mode key（オフィスモードキー、青森市港町）所属。血液型はO型。妻は青森放送アナウンサーの筋野裕子。
1992年6月、ロックバンドJIGGER'S SONのボーカル&ギターで日本コロムビアよりメジャーデビュー。1999年よりソロ活動開始。自身の活動の他、楽曲提供やプロデュース活動も行っている。近年はラジオパーソナリティとして多くの番組を担当し活躍の場を広げている。

## プロフィール
- 1967年4月3日 青森県三戸郡南部町にて、りんご農家の長男として生まれる。
- 1980年 - 南部町立南部中学校入学。
- 1983年 - 青森県立八戸高等学校入学。実家を離れ、八戸で下宿生活する。同期に松元美穂（元ABAアナウンサー）、水本豊（MTS代表取締役社長、元MMTアナウンサー）がいる。
- 1986年 - 東北大学経済学部入学。仙台で一人暮らしをはじめる。こどもバンドのコピーバンド「BABAND」を結成したのもこの頃。
- 1988年 - 「坂本さとる」名義で、第12回フレッシュサウンズコンテストに応募。審査上の必要から、バイト先の先輩・渡辺洋一（ギター）らを誘いバンド形式で参加。このメンバーがJIGGER'S SON結成の契機となる。自らはボーカル・ギター、メインソングライターとして活動。
- 1992年  - 6月1日、JIGGER'S SONとしてコロムビア・レコードよりシングル「お宝〜大切な君だから」、アルバム「自画自賛。〜大切な君だから」の同時発売でメジャーデビュー。
- 1996年  - 所属事務所、レコードレーベル移籍に伴い名前表記を「坂本覚｣に変更。
- 1998年 - 10月をもってJIGGER'S SONの活動休止を宣言。ソロ活動開始にあたり、名前表記を再度変更。以後「坂本サトル｣として活動。
- 1999年
  - 2月 - インディーズレーベル LAPLAND（ラップランド）を設立。「天使達の歌｣を北海道・東北地方限定で発売。本曲を抱えてギター一本で様々な場所に出向き歌い続ける「ライブ実演販売｣を行い、当時としては異例の1万5千枚を売り上げる。札幌・仙台で3千名を超す観客を集め、週刊誌や在京キー局が取り上げる等大きな話題となる。
  - 5月 - 「天使達の歌」をメジャー流通で全国発売。
  - 6月 - 「ミュージックステーション」出演。番組では非常に珍しい弾き語り生演奏での出演だった。
- 2000年
  - 6月 - 「キリンカップ　日本代表 vs スロバキア代表」（宮城スタジアム）にて、試合開始前の国歌歌手として君が代を斉唱。
- 2001年
  - 2月 - 杉井ギサブローに見込まれ、日本テレビ系金曜ロードショー「タッチ CROSS ROAD〜風のゆくえ〜」の主題歌「風のゆくえ」と挿入歌「青い扉」を担当。
  - 5月 - 小田和正『LOOKING BACK 2』にて「風の街｣「愛の中へ」「君住む街へ」のコーラス参加。小田は東北大学の先輩にあたる。
  - 7月 - ラッシュエンタテインメントへ事務所移籍。
  - 9月 - JIGGER'S SONを正式に解散。21日に渋谷ON AIR EASTにてラストライブを敢行。
- 2002年
  - 8月 - アマチュア時代から親交のあった小林英樹（元コロムビア・レコード社員）とともに、株式会社ラップランドを設立。
- 2003年
  - 3月 - 3rdアルバム『プライド』を引っ提げ、3ヶ月間50本弱を弾き語りで周る全国ツアーを敢行。スポーツ紙が取り上げる等の反響を呼ぶ。
- 2006年
  - 12月24・25日 - 青森放送の「ラジオ・チャリティー・ミュージックソン」でメインパーソナリティを務め、番組放送中に「君とうたう歌」を制作。同番組のパーソナリティは翌年も務めた。
- 2007年
  - 12月 - 株式会社ラップランドを離れOFFICE mode key（オフィスモードキー）」設立。マネージメント業務を移行する。
- 2008年
  - 3月 - 地元、青森県南部町の南部小学校創立10周年記念「世界は僕らを待っている」を制作。記念式典で発表される。
  - 6月 - 出演したドキュメンタリー番組「RABラジオスペシャル 坂本サトル 2007ラジソン・心のたび」が第46回ギャラクシー賞ラジオ部門にて選奨を受賞。
- 2010年
  - 8月4日 - 作詞曲、プロデュースを手がけたアイドルユニット、Dorothy Little Happyが坂本のインディーズレーベル「MODE KEY RECORDS」からデビュー。
- 2011年
  - 3月16日 - Dorothy Little Happyがavex trax よりミニアルバム「デモサヨナラ」でメジャーデビュー。坂本は表題曲をはじめ収録曲6曲中5曲の作詞曲とプロデュースを担当した。
  - 4月2日 - サウンドトラックを担当した映画「津軽百年食堂」が公開。
- 2012年
  - 青森との2拠点活動が始まる。
  - 9月21日 - TSUTAYA O-EastにてJIGGER'S SONが再結成。以降1年に1本のライブを基本に定期的な活動を続ける。
- 2013年
  - ギタリストの古川昌義、キーボーディストでシンガーソングライターの真藤敬利と新バンド  「Standard Prototype（スタンダードプロトタイプ）」結成。
  - 10月 - エフエム青森にて「坂本サトル ミリオンレディオ」放送開始。（現在も放送中）
  - 10月 - プロ野球日本シリーズ「楽天 VS 巨人」第2戦にて国歌斉唱。
- 2014年
  - 青森市内に新スタジオ「studio mode key blue」が完成したのを機に所属事務所、住居も含めた全ての拠点を青森市に移す。
  - 10月 - 東北放送ラジオにて「坂本サトル ひとりの時間。」スタート。（現在も放送中）
  - 10月 - 青森放送ラジオの「GO!GO! らじ丸」にて、水曜パーソナリティとして出演開始。（2023年3月まで放送）
- 2015年
  - 2月 - Standard Prototypeが米国ロスアンゼルスでレコーディングされたファーストアルバムを発売し全国ツアーを行う。
  - 元Pigeon's Milkのボーカル、モモのアルバム「Wonderblue World」プロデュース。
- 2016年
  - 1月 - 故郷、青森県南部町の合併10周年記念ソング「3つの花」制作。
  - 4月、アイドルグループ「パクスプエラ」の作詞曲、プロデュース開始。
  - 9月 - NHKドラマ「進め！青函連絡船」のサウンドトラックを担当。
  - 10月 - 青森市に拠点を置くサッカーチーム「ラインメール青森FC」のオフィシャルソング「何のため 誰のため」制作。
- 2018年
  - シンガーソングライター伊東洋平のサウンドプロデュース開始。
- 2019年
  - 12月 - 髙橋麻里（ex.ドロシーリトルハッピー）のシングルの作詞曲、サウンドプロデュースを担当。
- 2020年
  - 11月 -伊東洋平の2ndアルバム「Hereditary」のプロデュースを担当。
- 2021年
  - 3月 -東日本大震災から10年を迎えるにあたり、tbc東北放送が企画した「tbc復興応援ソングプロジェクト」において、宮城に縁のある10組のアーティストが参加するユニット「10 for 10 TOHOKU」が歌う楽曲「10年後の僕ら」を制作・プロデュース。
  - 8月　坂本サトルミリオンレディオ（エフエム青森）発のオリジナルサウンドトラック「400回目のハッピーエンド（上）」リリース。
  - 9月　「400回目のハッピーエンド（下）」リリース。
  - 12月 -伊東洋平の3rdアルバム「Door」のプロデュースを担当。
  - 12月 -ライブアルバム「In my STUDIO」「4月3日に生まれて」2枚同時リリース。
- 2022年
  - 7月30日　宮城県白石市のライブレストラン「カフェミルトン」で、約3年ぶりとなる有観客ワンマンライブ「Miltoniana～新しい夢への挑戦」開催。コロナ禍で観客数を絞っての開催だったためチケットは即日完売し、9月、12月に追加公演が行われた。
  - 9月 -熊谷育美のデジタルダウンロードシングル「イロナキカゼ」の作詞・作曲・プロデュースを担当。
- 2023年
  - 2月4日　青森県在住のシンガーソングライター小山内創祐とのツーマンライブ「ビーフ or マトン？ vol.1」出演（弘前市「Robbin's Nest」）
  - 4月～6月　約3年ぶりのツアーとなる、坂本サトル Tour 2023 with 佐藤達哉「In my STUDIO」開催。（4月9日仙台市「誰も知らない劇場」、4月30日弘前市「Robbin's Nest」、5月22日大阪市「Music Club JANUS」、6月5日渋谷区「渋谷 La.mama」）
  - 5月 -　上記デュオツアーと並行して、坂本サトル弾き語りツアー 2023「30年後のひとり」開催。（5月6日札幌市「円山夜想」、5月7日小樽市「01 zero one」、5月13日白石市「カフェミルトン」、5月14日八戸市「八戸酒造　煉瓦ホール」）
  - 6月 -「自身のライフワークとなるであろうイベント」と宣言する、青森の音楽イベント「HOMETOWN MUSIC LIFE」を始動。
  - 7月7日　伊東洋平が主催するツーマンライブ「The Sounds of Home “Sendai”」に出演。（仙台市「LIVE DOME STARDUST」）
  - 9月16日　ライスボール主催の対バン企画・ライスボール presents「はじめまして 久しぶり」vol.5に出演。（青森市「青森クォーター））
  - 9月16日　20年来の親交があるKANが病気療養中に、「KANのロックボンソワ」（STVラジオ）の代打パーソナリティを担当した[3]。
  - 11月18日、19日 「リクオと坂本サトル atカフェミルトン2days〜再生の再会」出演。（宮城県白石市「カフェミルトン」）。
  - 11月26日　坂本サトル弾き語りライブ2023「明日へのチカラ vol.6」開催（宮城県気仙沼市「気仙沼ブランチ））。
  - 12月23日　無観客配信ライブ「忘れじの2023」開催。
- 2024年
  - 1月～2月　坂本サトル tour 2024 with 佐藤達哉「In my STUDIO 2」開催。（2023年12月10日八戸市「八戸酒造　煉瓦ホール」、1月29日大阪市「Soap opera classics」、2月3日札幌市「円山夜想」、2月4日小樽市「01 zero one」※小樽公演のみソロ弾語り、2月19日渋谷区「LOFT HEAVEN」）
  - 3月30日　長年親交のある三沢市在住のシンガーソングライター・モモのデビュー20周年を記念したライブ「MUSIC DINNER」（三沢市公会堂小ホール）の公演プロデュースおよびバックバンドを担当した。
  - 6月8日・9日　青森市の音楽イベント「HOMETOWN MUSIC LIFE」の第2回目を開催。2日間で延べ1万1779人と、前年に迫る来場者数を記録した。
  - 8月10日　「坂本サトルミリオンレディオ」初のライブイベント「The ミリオンレディオショー！」開催。（青森クオーター）
  - 9月14日・15日　「坂本サトルスペシャル 2days LIVE♪ at カフェミルトン」（宮城県白石市「カフェミルトン」）
  - 11月　モモのシングルEP「MUSIC DINNER」プロデュース。
- 2025年
  - 1月1日　THE HAKAIKOSENZのアルバム「Stray City」収録の「Oh Yeah feat.坂本サトル」にゲストボーカルとして参加。
  - 2月1日　モモ LIVE 2025 winter「MUSIC DINNER」青森公演（青森クォーター）公演プロデュース、出演。
  - 2月27日　東奥日報で連載エッセイ「ホームタウンミュージックライフ」スタート（隔週木曜掲載）。
  - 3月12日　シングル「CRAZY DAYS」デジタルリリース。
  - 4月5日　ソロデビュー25周年記念ライブ「QUARTER CENTURY」開催（リンクステーションホール青森）。
    - 本ライブは単独有料ライブとしては過去最大キャパの会場で、「音楽人生最大のチャレンジ」「無謀な挑戦」と謳うライブであった。なお開催日はソロデビュー26周年を過ぎていたが、キリがいいので25周年ライブとした。
    - 販売座席数1909席を満席にすることを目標に掲げ、特設ホームページでチケット販売数と達成率を随時公開した。
    - 1月よりチケット手売りライブを敢行。応募のあった老人ホームを皮切りに、青森県は三沢市、六ヶ所村、八戸市、大間町、風間浦村、むつ市、横浜町、野辺地町、十和田市、黒石市、青森市、五所川原市、平川市、弘前市、藤崎町、宮城県は気仙沼市、東松島市を訪れ、チケット手売りライブは全30公演に及んだ（クローズドライブを除く）。日によっては1日5公演のライブを行うなど精力的な活動は、ソロデビュー時の「天使達の歌」CD手売りライブを彷彿とさせた。
    - ライブに向けてYouTube番組「QUARTER CENTURY 前日譚 〜リンクステーションホール青森への道〜」を制作、公開。1年前の会場押さえや、チケット手売りライブの様子、SS席を購入した高校生へのインタビューなど、多彩な内容のドキュメンタリー。佐藤竹善や加藤いづみ、松本英子、ブリーフ＆トランクス伊藤多賀之などがYouTubeを見て「感動した」とラジオで述べるなど、各所で大きな反響を呼んだ。
    - 元エフエム青森アナウンサーの鈴木耕治が発起人となり、サトルを応援するサプライズ企画として、エフエム青森で番組を務めるアーティストがそれぞれの番組で坂本サトルの楽曲をカバーする「坂本サトルリスペクトカバーズ」が行われた。ライスボール実土里、モモ、小山内創祐、d-iZe、SWALLOW、多田慎也、ジョナゴールド、近藤金吾、タマ伸也、THE HAKAIKOSENZなどが参加。この企画は他局のRABラジオにも飛び火し、古屋敷裕大、成田洋明も参加した。
    - ねぶた師の立田龍宝がこのライブのために「坂本サトルねぶた」を制作。ライブ当日に2階ロビーに展示された。立田氏がねぶた制作に至った心境や制作過程については、「QUARTER CENTURY 前日譚 〜リンクステーションホール青森への道〜」第10話で紹介されている。
    - バックバンドのメンバーは佐藤達哉（keyboard）、坂本昌人（bass、JIGGER'S SON）、鈴木慎也（drums、JIGGER'S SON）、山口克彦（guitar）、鹿嶋静（violin）。
    - JIGGER'S SONのギタリスト渡辺洋一がゲストとして加わり、JIGGER'S SONとして4曲を披露した。このほか松本英子、加藤いづみ、小柴瑩子社中（南部手踊り）、青森山田高校と八戸北高校吹奏楽部から各3人（計6人）がホーンセクションとしてゲスト出演。またライブ当日のサプライズゲストとして、オープニングとアンコールに長年の友人で声優の山寺宏一が出演（山寺は本ライブのテレビ＆ラジオCMのナレーションも担当）。アンコールにはモモ、小山内創祐も参加。後日、ゲストに関して「東京時代の音楽仲間と、青森に移住してから出会った人たちがちょうど半分ずつになるように調整した」と述べている。
    - ライブのオープニングはサトルが客席に登場し生歌生ギターで「天使達の歌」を披露。その際のギターが中学の頃父親に買ってもらったYAMAHA FG-250であり、そのことが胸にあったことから、アンコールの「CRAZY DAYS」の時に2012年に他界した父の思い出がよぎり涙したとラジオ等で述べている。
    - 最終人数は1504名。うち手売りチケットは620枚。達成率 79％[4]
    - ライブのステージ上で「HOMETOWN MUSIC LIFE 2025」の開催も発表された。

## ディスコグラフィ

### マキシシングル
|      | 発売日                        | タイトル                       | 規格品番   | 収録曲 | 備考 |
| ---- | ----------------------------- | ------------------------------ | ---------- | --- | --- |
|      | 1999年2月20日                 | 天使達の歌                     |            | | 8cmシングルによる北海道・東北限定版 |
| 1st  | 1999年5月21日発売             | 天使達の歌                     | COCA-50109 | 1. 天使達の歌[5:13] 作詞・作曲：坂本サトル／編曲：棚谷祐一・坂本サトル／ベース：大田譲／エレキギター：鳥羽修／オルガン：棚谷祐一／ドラム：矢部浩志 2. Jolly[4:39] コーラス:加藤いづみ野辺剛正 3. Happy Birthday[3:21] 作詞・作曲・編曲：坂本サトル／ギター：林部直樹／ベース：亀田誠治／シンセサイザー：本間昭光／ドラム：村石雅行 4. 天使達の歌(ライブ 1993年3月路上にて)[5:41] | オリコン44位、登場回数10回 |
| 2nd  | 2000年1月26日                 | 愛の言葉                       | COCA-50182 | 1. 愛の言葉[5:00] 作詞・作曲・編曲：坂本サトル／コーラス：重住ひろこ／演奏：金原千恵子グループ／ベース：大田譲／エレキギター：鳥羽修／ピアノ：棚谷祐一／ドラム：矢部浩志 2. 世界中の全ての色[4:00] コーラス：浜口真一・井上勝浩・小川泉・吉羽貴史／ベース：坂本昌人／エレキギター：奥田健治／ピアノ：柴田俊文／オルガン：棚谷祐一／サックス：ボブ・ザン 3. プレッシャー[5:00] 作詞・作曲・編曲：坂本サトル／奥田健治／ベース：坂本昌人／ドラム：奥田やすひろ 4. 紫の花 (Live)[4:00] 作詞・作曲・編曲：坂本サトル | オリコン31位 北海道テレビ放送「ユメミル、チカラ」キャンペーンソング TBSテレビ系「ワンダフル」エンディング・テーマ |
| 3rd  | 2000年9月20日                 | 最後に咲く花                   | COCA-50387 | 1. 最後に咲く花[4:00] 作詞・作曲：坂本サトル／編曲：坂本サトル・棚谷祐一 2. 矛盾の中で生きてる[5:00] 作詞・作曲：EPO／編曲：坂本サトル・棚谷祐一 3. 70%[4:00] 作詞・作曲：坂本サトル／編曲：坂本サトル・棚谷祐一 4. バランス[6:00] 作詞・作曲・編曲：坂本サトル | オリコン35位 |
|      | 2001年12月20日                | 明日の色（北海道限定版）       |            | | 大泉洋とのユニット Same Birthdayによる「愛の言葉」をカップリングに収録 |
| 4th  | 2001年2月1日                  | 明日の色                       | COCA-50467 | 1. 明日の色[5:04] 2. 風のゆくえ[5:34] 3. サヨナラ[5:14] | オリコン57位 ディジネット「ホームPCネット1月号」CMソング |
| 5th  | 2002年1月30日                 | ドライヴ / 木蘭の涙            | COCA-50677 | 1. ドライヴ[4:51] 作詞・作曲：坂本サトル／編曲：小田和正 2. 木蘭の涙[4:39] 作詞：山田ひろし／作曲：柿沼清史／編曲：小田和正 3. ドライヴ(Instrumental)[4:54] | オリコン49位。小田和正プロデュース |
| 6th  | 2004年2月4日                  | 別れの時                       | LLCS-4     | 1. 別れの時[4:53] 2. OK (2003年気分)[4:06] 3. 別れの時 (for girls)[4:52] 4. 別れの時 (Instrumental)[5:04] 5. 別れの時 (Instrumental for girls)[5:03] | オリコン197位- 宮城県塩釜女子高等学校の依頼により在校生の作った 卒業生を送る詩に坂本サトルが曲をつけた |
| 7th  | 2004年7月7日                  | 夜空に咲いた花                 | LLCS-7     | 1. 夜空に咲いた花[5:24] 2. 霧雨 (2004年気分)[4:21] 3. 夜空に咲いた花 (Instrumental)[5:23] | 仙台七夕花火祭（前夜祭）に合わせて作られた |
|      | 2004年7月7日                  | 夜空に咲いた花（宮城県限定版） |            | | 売上の一部は仙台七夕花火祭への寄付になる |
| 8th  | 2005年4月1日                  | Dream of EAGLES 〜夢をかなえて | LLCS-12    | 1. Dream of EAGLES 〜 夢をかなえて[6:18] 2. Dream of EAGLES 〜 夢をかなえて (サトル version)[6:17] 3. Dream of EAGLES 〜 夢をかなえて (アッキー version)[5:12] 4. Dream of EAGLES 〜 夢をかなえて (Instrumental & chorus)[6:17] 5. Dream of EAGLES 〜 夢をかなえて (アッキー ver. Instrumental & chorus)[5:12] | 「サトル&アッキー」名義 本間秋彦 とのコラボによる 東北楽天ゴールデンイーグルス 公認応援ソング |
| 9th  | 2007年10月3日                 | 花のとなりで                   | LLCS-18    | 1. 花のとなりで[6:15] 2. 花のとなりで(satoru version)[6:15] 3. 花のとなりで(acoustic version)[6:17] 4. 花のとなりで(Instrumental)[6:11] | ドラマ「ガラスの牙」（CBC制作）主題歌。 |
| 10th | 2008年3月20日                 | 世界は僕らを待っている         |            | | 青森県南部町立南部小学校創立10周年記念ソング。 |
| 11th | 2008年11月22日                | 君と歌ううた                   |            | | 青森放送ラジソンテーマソング（2006年〜2008年） |
| 12th | 2025年3月12日デジタルリリース | CRAZY DAYS                     |            | 作詞曲：坂本サトル / 編曲・サウンドプロデュース：石崎光 | mixed and mastered by 石崎光 recorded by 石崎光、坂本サトル 【musician】 坂本サトル：vocals, acoustic guitar 石崎 光：all other Instruments chorus：多田慎也、d-iZe、モモ、成田洋明、小山内創祐、ライスボール、工藤帆乃佳(SWALLOW)、安部遥音(SWALLOW)、古屋敷裕大、鉄マン(ホイドーズ)、わだみつひろ(ホイドーズ)、張間陽子、The Hakaikosenz、伊東洋平、佐佐木剛(SKIPJACK)、サク(SKIPJACK)、佐藤達哉、坂本昌人、鈴木慎也、山口克彦、鹿嶋静、葛西保、鈴木耕治、石村智樹、伊藤和人、河村よういち、猪股南、伊藤多賀之（ブリーフ＆トランクス）、松本英子、山寺宏一、坂本サトル |

### アルバム
|                  | 発売日         | タイトル                                        | 規格品番      | 収録曲 | 備考         |
| ---------------- | -------------- | ----------------------------------------------- | ------------- | --- | ------------ |
| 1st              | 2000年3月18日  | 終わらない歌                                    | COCP-50254    | 1. Yellow[3:01] 2. FREE[3:59] 3. 弟[4:27] 4. 愛の言葉[5:45] 5. たからもん[4:29] 6. 僕はどこへ行く[4:54] 7. 傘[5:01] 8. 世界中のすべての色 (アルバム・バージョン)[4:42] 9. 人生劇場三文芝居[5:24] 10. -Interlude-[1:30] 11. 天使達の歌[5:14] 12. 流れ星[3:42] 13. レモネードデイズ[6:04] 全曲作詞・作曲：坂本サトル／編曲：坂本サトル・棚谷祐一 | オリコン46位 |
| 2nd              | 2001年3月1日   | 走る人                                          | COCP-50477    | 1. 走る人[5:43] 2. 風のゆくえ[5:33] 3. 最後に咲く花[4:59] 4. 霧雨[4:21] 5. 青い扉[3:45] 6. たかがそんなこと[4:28] 7. キリフダ[4:04] 8. OK[2:33] 9. 赤い月[5:15] 10. 明日の色[5:20] 11. 一日の終わりに[2:47] 12. (エンハンスド)明日の色 (カウントダウン SAPPORO 2001バージョン) 全曲作詞・作曲：坂本サトル／編曲：坂本サトル・棚谷祐一 | オリコン49位 |
| 3rd              | 2003年3月5日   | プライド                                        | LLCS-1        | 1. 始まりの歌[5:20] 2. 最後のミス[4:56] 3. かけがえのない朝[7:02] 4. HISTORIA[7:05] 5. シアワセサカソウ[6:05] 6. フェイ[5:02] 7. 喧嘩しちゃいけません[4:27] 8. アイニーヂュー[4:51] 9. 運命の人[4:17] 10. それが愛だと[6:27] 11. プライド[6:19] |              |
| 4th              | 2005年6月8日   | 蒼い岸に立つ                                    | LLCS-13       | 1. 8年間[5:43] 2. 野菜畑の空の青[5:43] 3. コーヒーカップは空っぽ[5:19] 4. これがロック[5:37] 5. 消えない光[5:29] 6. こりない僕ら[4:08] 7. ランナーズハイ[5:01] 8. 君にくらべれば[5:36] 9. 灰の降る夜[6:08] |              |
| Best             | 2007年3月28日  | Singles 1999-2006                               | LLCS-17       | |              |
| 5th              | 2009年11月6日  | 1:25 PM                                         | DDCZ-1645     | 1. 音速を超えて[3:56] 2. 1日に例えるなら[5:11] (ゲストボーカル:山寺宏一) 3. ループ[4:45] 4. 何も知らなかったよ[5:03] 5. 君と歌ううた[5:31] 6. うるる[5:01] 7. 君に会いたい[5:12] 8. 気にしないぜ (Ver.2)[3:01] (ゲストボーカル:山寺宏一) 9. 旅の衆[5:28] 10. 土手に座って[3:31] 11. また会える日まで[4:39] 12. 僕が生まれた理由[6:55] |              |
|                  | 2011年03月30日 | 「津軽百年食堂」 オリジナルサウンドトラック     | DQC-662       | 1. 明治のテーマ[2:41] 2. 七海のテーマ[1:32] 3. 中学の想い出[2:01] 4. work! work! work![1:01] 5. 師匠倒れる[1:13] 6. 七海のテーマ (Band version)[1:23] 7. 弘前はいいなあ[4:33] 8. 旧友再会[1:13] 9. 七海のテーマ (Strings version)[1:56] 10. 花まつり[2:07] 11. フキ、空へ[0:46] 12. 明治のテーマ (Accordion version)[1:46] 13. 友田組襲撃[0:45] 14. あのそば食いてぇ[0:50] 15. 津軽百年食堂のテーマ (Piano version)[2:11] 16. 七海のテーマ[1:51] 17. 1日で建てる![3:08] 18. また会える日まで[4:39] 19. バイクは現代の馬だ![3:14] 20. 明治のテーマ (Piano version)[1:53] 21. 津軽百年食堂のテーマ[6:20] 22. 哲夫の歌[1:03] 23. 弘前はいいなあ (Vocal version)[4:33] 24. 明治のテーマ (Vocal version)[2:41] 25. 津軽百年食堂のテーマ (Vocal version)[6:20] |              |
| 弾き語りアルバム | 2014年12月24日 | プレゼント                                      | DQC-1425      | DISC1(Self Cover Disc) 1. 缶ビール 2. 始まりの歌 3. 君に会いたい 4. 野菜畑の空の青 5. 話す猫 6. 土手に座って 7. コーンスープ 8. バトン 9. アイニーヂュー 10. 天使達の歌 11. 大丈夫 (Self Cover Disc) DISC2(Cover Disc) 1. ギブス 2. Last Smile 3. 胸が痛いよ 4. 髪を切ってしまおう 5. セクシィ 6. 見ていてエンジェル |              |
|                  | 2017年7月26日  | 「進め！青函連絡船」 オリジナルサウンドトラック | DQC-1575      | 1. 青い海に朝がくる 2. やぶれかぶれ（piano & violin ver.） 3. 安東水軍 4. 青函マーチ 5. のんびり行こうぜ 6. 詐欺師登場 7. やぶれかぶれ（piano AC ver.） 8. 胸チラを上品に 9. 見守りの歌（Glockenspiel ver.） 10. 船は海を駆ける 11. やぶれかぶれ（acoustic guitar ver.） 12. cool 尺八 13. 青函サスペンス 14. 青い海に朝がくる（lalala ver.） 15. Rhythm 16. 思い出した折笠 17. 働く男たち 18. トレジャーハンター 19. やぶれかぶれ（piano C ver.） 20. マイナーブルース 21. 予告編に吠えろ 22. 眠れる遺構 23. 見守りの歌（harp slide ver.） 24. やぶれかぶれ（piano B ver.） 25. やぶれかぶれ |              |
| 6th アルバム     | 2019年4月3日   | Hometown Music Life                             | DQC-1627&1628 | DISC1 1. タビガラス feat.リクオ 2. コーンスープ 3. 話す猫 feat.松本英子 4. ギブス 5. 恋にならない feat. 加藤いづみ 6. HOMETOWN MUSIC LIFE feat. 熊谷育美 7. 街のはずれの料理店 DISC2 1. 何のため 誰のため（ラインメール青森FCオフィシャルソング） 2. いつのまにか夢がかなうように（あーるど創立10周年記念ソング） 3. 3つの花（南部町合併10周年記念ソング） 4. この街に生まれた意味 |              |

### ライブアルバム
|     | 発売日         | タイトル                                          | 規格品番 | 収録曲 | 備考                 |
| --- | -------------- | ------------------------------------------------- | -------- | --- | -------------------- |
| 1st | 2003年10月8日  | LIVE alone〜Tour PRIDE 20030226-0531              | LLCS-2   | DISC1 1. OPENING (Introduction)[0:44] 2. レモネードデイズ[5:41] 3. 愛の言葉[5:38] 4. 赤い月[6:16] 5. 最後のミス[5:02] 6. サヨナラ[6:06] 7. 雨の音を聞いている[4:18] 8. MC1 「飛ばされたフェイ」[1:12] 9. フェイ[5:11] 10. MC2 「5月31日生まれの人」[1:35] 11. Happy Birthday[3:31] 12. 喧嘩しちゃいけません[5:32] DISC2 1. MC3 「さだかではありません」[0:20] 2. 告白[4:05] 3. 忘れないで[5:48] 4. バランス[6:20] 5. JOLLY[14:21] 6. プライド[8:05] 7. 天使達の歌[6:31] 8. それが愛だと[6:36] 9. かげがえのない朝[8:07] |                      |
| 2nd | 2004年4月7日   | LIVE caravan〜Tour PRIDE 完全版 20031009-1101     | LLCS-5   | DISC1 1. OPENING (Interlude 2003)[2:53] 2. 始まりの歌[5:52] 3. 最後のミス[5:24] 4. かけがえのない朝[7:09] 5. 愛の言葉[5:55] 6. シアワセサカソウ[5:30] 7. 赤い月[7:13] 8. フェイ[5:37] 9. 霧雨[5:04] 10. MC1 「火消し」[1:06] 11. 喧嘩しちゃいけません[7:17] DISC2 1. HISTORIA[7:14] 2. 僕はどこへ行く[4:59] 3. MC2 「友人紹介」[0:29] 4. 運命の人[4:13] 5. 世界の終わり[4:16] 6. アイニーヂュー[5:00] 7. それが愛だと[7:05] 8. 天使達の歌[5:28] 9. OK[5:00] 10. プライド[9:12] |                      |
| 3rd | 2004年9月29日  | LIVE alone 2〜Tour 新しい世界 20040401-0717       | LLCS-8   | DISC1 1. OPENING (Interlude)[1:01] 2. 風のゆくえ[6:33] 3. MC 「ごあいさつ」[0:58] 4. 愛の言葉[5:42] 5. Film[6:13] 6. MC 「座って歌います」[0:27] 7. シアワセサカソウ[5:48] 8. MC 「自己紹介」[2:52] 9. 好きになりたい[4:59] 10. MC 「誰と来てるの?」[1:58] 11. やつらの足音のバラード[3:44] 12. 缶ビール[4:59] 13. 大丈夫[3:28] 14. MC 「時期はずれ」[1:10] 15. 別れの時[5:23] DISC2 1. MC 「後半もよろしく」[0:47] 2. 夜空に咲いた花[4:36] 3. プレッシャー[9:21] 4. 青い扉[3:25] 5. 素敵な日々[4:12] 6. Jolly[13:44] 7. アイニーヂュー[5:07] 8. 天使達の歌 (no PA)[6:15] 9. かけがえのない朝[7:31] 10. MC 「幸せでした」[0:21] 11. 寝顔[3:39] |                      |
| 4th | 2005年2月23日  | LIVE caravan 2〜Tour にぎやかな人々 20040923-1010 | LLCS-10  | DISC1 1. にぎやかな人々[2:23] 2. OPENING SE 2004[1:19] 3. YELLOW[4:34] 4. 70%[4:30] 5. 人生劇場三文芝居[6:21] 6. MC 「南部町のみなさんへメンバー紹介」[3:19] 7. 夜空に咲いた花[5:25] 8. FREE[4:16] 9. 赤い月[6:36] 10. 天使達の歌[5:39] 11. 1日の終わりに[4:25] 12. MC 「渋谷のみなさんへメンバー紹介」[3:32] 13. 最後のキス[4:27] 14. たかがそんなこと[8:21] DISC2 1. 矛盾の中で生きてる[6:31] 2. 始まりの歌[6:07] 3. 僕はどこへ行く[5:43] 4. 運命の人[4:22] 5. アイニーヂュー[5:40] 6. 愛の言葉[6:05] 7. プライド[8:13] 8. 灰の降る夜[8:16] 9. シンデレラ 〜達也の暴走「ピアノでドン」〜 (bonus track)[6:30]                                 |                      |
| 5th | 2006年7月26日  | LIVE alone 3〜Tour LIVE alone 3 20050502-0710     | LLCS-15  | DISC1 1. 杉村の春(OPENING)[1:27] 2. ようこその歌[1:58] 3. MC-ごあいさつ[0:12] 4. 愛の言葉[5:35] 5. 赤い月[6:14] 6. 野菜畑の空の青[6:14] 7. フェイ[5:28] 8. MC-応援に行く[2:18] 9. Dream of EAGLES〜夢をかなえて[7:43] 10. こりない僕ら[4:10] 11. 8年間[6:27] DISC2 1. 迎えに行くよ[4:43] 2. 消えない光[5:53] 3. コーヒーカップは空っぽ[6:06] 4. 君にくらべれば[6:12] 5. Jolly[12:02] 6. アイニーヂュー[5:27] 7. 天使達の歌[6:40] 8. MC-そんなライブ嫌だ[1:24] 9. 灰の降る夜[8:33] |                      |
| 6th | 2008年11月11日 | LIVE alone 4                                      |          | |                      |
| 7th | 2010年05月25日 | LIVE alone 5～音速を超えて 20091003-1218          | MKRC3～4 | DISC 1 1. 愛の言葉 2. Yellow 3. 君に会いたい 4. MC-座布団ライブ 5. MC-長崎の幽霊 6. MC-音楽人生その１ 7. 恋の季節 8. MC-音楽人生その２ 9. 個人授業 10. MC-音楽人生その３ 11. 性 12. こりない僕ら 13. 土手に座って 14. 君と歌ううた DISC 2 1. 音速を超えて 2. コーヒーカップは空っぽ 3. 旅の衆 4. MC-しまった～アイニーヂュー 5. 何も知らなかったよ 6. 天使達の歌 7. MC-役割 8. 僕が生まれた理由 | ライブ会場＆通販限定 |
| 8th | 2021年12月16日 | In my STUDIO                                      | MKRC-7   | 1. 愛の言葉 2. 天使達の歌 3. コーンスープ 4. 半月 5. やぶれかぶれ 6. 君に会いたい 7. 夏のクラクション 8. Woman”Wの悲劇”より 9. 木蘭の涙 10. バトン 11. 大丈夫 12. Carcharodon Megalodon 13. アイニーヂュー 14. Bonus track.天使達の歌（2021ラピアlive ver.) | ライブ会場＆通販限定 |
| 9th | 2021年12月16日 | 4月3日に生まれて                                  | MKRC-8   | 1. 愛の言葉 2. 君に会いたい 3. やぶれかぶれ 4. ギブス 5. 赤い月 6. コーンスープ 7. アイニーヂュー 8. Woman”Wの悲劇”より 9. 4月3日に生まれて（NG ver.) 10. 4月3日に生まれて 11. 旅の衆 12. 10年後の僕ら 13. 天使達の歌 | ライブ会場＆通販限定 |

### DVD
|     | 発売日        | タイトル                                        | 規格品番 |
| --- | ------------- | ----------------------------------------------- | -------- |
| 1st | 2003年3月5日  | Sakamoto Satoru Clips for solo works 1999－2002 | LLBS-1   |
| 2nd | 2011年3月30日 | 坂本サトル with his band Live「光速を超えて」   | DQB-31   |

### 楽曲提供
- 加藤いづみ「木枯らしを抱きしめて」（作曲「坂本覚」名義）

## ミュージックビデオ
| 監督     | 曲名                               |
| -------- | ---------------------------------- |
| 井上強   | 「天使達の歌」「愛の言葉｣          |
| 井上哲央 | 「最後に咲く花」                   |
| 久保茂昭 | 「明日の色」「ドライヴ｣「木蘭の涙｣ |

## 出演

### レギュラー出演
1992年のデビュー以来、ほぼ途切れることなくレギュラー番組をもつが現在放送中の番組は次の通り。
- FM青森「坂本サトル ミリオンレディオ」毎週木曜20:00〜21:45（但し、20時55分〜21時JFNニュース放送のため中断。2013年10月03日〜）
- FM青森「坂本サトル ひとりミリオン」毎週木曜21:45〜21:55（2018年1月4日〜2025年3月27日）
- RAB青森放送ラジオ「GO!GO!らじ丸」水曜担当。毎週水曜11:55〜16:00（2014年9月29日〜2023年3月29日）
- TBC東北放送ラジオ「坂本サトル ひとりの時間。」（2014年4月〜）
- RAB青森放送ラジオ「らじすく!エア」（2023年4月5日～）

### ドキュメンタリー番組
- 「新選組。永倉新八からの伝言」（2005年、北海道文化放送制作。日本民間放送連盟賞優秀賞受賞。音楽、ナレーション、出演）
- 「ミュージシャン坂本サトル、リバーダンサー林孝之に会いに行く」（2005年東北放送制作。ナレーション、出演）
- 「Hands Story〜坂本サトルとうたう手のチカラ」（2006年仙台放送制作。音楽、ナレーション、出演）
- 「RABラジオスペシャル 坂本サトル 2007ラジソン・心のたび」（2008年青森放送ラジオ制作。第46回ギャラクシー賞選奨受賞。音楽、出演

### 音楽
- 「Hands Story〜坂本サトルとうたう手のチカラ」（2006年仙台放送制作。音楽、ナレーション、出演）
- 「新選組。永倉新八からの伝言」（2005年北海道文化放送制作。日本民間放送連盟賞優秀賞受賞。音楽、ナレーション、出演）
- 映画「津軽百年食堂」（2011年津軽百年食堂制作委員会。主題歌をのぞく全編のサウンドトラック）
- 「進め!青函連絡船」（2016年NHK BSプレミアム。主題歌も含む全編のサウンドトラック）

### CM
タイアップ等多数。以下、書き下ろしのみ記載。
- 「ケルヒャージャパン」（第39回仙台広告賞テレビ部門大賞受賞。音楽）
- 「あすなろ学院」（音楽）
- 「サングループ」（音楽）
- 「電撃倉庫」（音楽）
- 「ヴァレリアーノ」（音楽）
- 「セカンドメガネ」（音楽、出演）

### 映画
- 緑の街（1997年・ボーカリスト役）
- man-hole（2001年・ストリートミュージシャン役）
- tokyo.sora （2002年・台湾のコが好きになる日本人役）
- 津軽百年食堂 （2011年・ストリートミュージシャン役）